# Партія свободи і справедливості
Партія свободи і справедливості (араб. حزب الحرية والعدالة) — одна з найбільших політичних партій Єгипту, дотримується ісламістського спрямування. Виникла в 2011 у як політичне крило Братів-мусульман. Партія «Свободи і справедливості» офіційно зареєстрована 30 квітня 2011 року.
На виборах 2011 року виступає з ісламістської програмою, що передбачає демократизацію політичного законодавства і консерватизм в соціальній політиці. На Єгипетських парламентських виборах 2011/2012 отримала 47,2 відсотка місць у парламенті.
Політичні погляди: Партія свободи і справедливості не є противником політичного життя жінок, підтримує вільний капіталістичний ринок і вважає туризм головним джерелом національного доходу.